# Pteris stenophylla
Pteris stenophylla är en kantbräkenväxtart som beskrevs av Nathaniel Wallich, William Jackson Hooker och Grev. Pteris stenophylla ingår i släktet Pteris och familjen Pteridaceae. Inga underarter finns listade.